# Ахо, Альфред
Альфред Ахо (англ. Alfred Vaino Aho; род. 9 августа 1941 года, гор. Тимминс пров. Онтарио) — канадский учёный-информатик, внесший заметный вклад в теорию и практику компиляции языков программирования, тьюринговский лауреат (2020). Член НАН США (2022), эмерит-профессор Колумбийского университета.
Среди основных работ — «Теория синтаксического анализа, перевода и компиляции» (совместно с Ульманом) и «облегчённая» версия книги — «Компиляторы: принципы, технологии и инструменты».
Степень бакалавра по прикладной физике получил в университете Торонто; степень доктора философии по электротехнике и информатике — в Принстонском университете. В 1967—1991 годах работал на исследовательских должностях в Bell Labs, а в 1991—1995 годах — в Bellcore.
Среди основных соавторов — Раджив Мотвани, Джон Хопкрофт, Джефри Ульман (также тьюринговский лауреат 2020 года).

## Избранная библиография
- Aho A. V., Ullman J. D.. The Theory of Parsing, Translation, and Compiling. Vol. 1. Parsing, 1972.
- Aho A. V., Ullman J. D.. The Theory of Parsing, Translation, and Compiling. Vol. 2. Compiling, 1973.

- Ахо А., Ульман Дж. Теория синтаксического анализа, перевода и компиляции. Т. 1. Пер. с англ. В. Н. Агафонова. — М.: «Мир», 1978. — 614 с.
- Ахо А., Ульман Дж. Теория синтаксического анализа, перевода и компиляции. Т. 2. Пер. с англ. А. Н. Бирюкова и В. А. Серебрякова. — М.: «Мир», 1978. — 487 с.

- Aho A. V.. Currents in the Theory of Computing, 1973.
- Aho A. V., Hopcroft J. E., Ullman J. D. The Design and Analysis of Computer Algorithms, 1974.
- Aho A. V., Ullman J. D. Principles of Compiler Design, 1977.
- Aho A. V., Hopcroft J. E., Ullman J. D. Data Structures and Algorithms, 1983.

- Ахо А. В., Хопкрофт Д. Э., Ульман Д. Д. Структуры данных и алгоритмы. — М.; С.-Пб.; К.: «Вильямс», 2001.

- Aho A. V., Sethi R., Ullman J. D. Compilers: Principles, Techniques, and Tools, 1986.
- Aho A. V., Kernighan B. W., Weinberger P. J. The AWK Programming Language, 1988.
- Aho A. V., Ullman J. D.. Foundations of Computer Science, 1992.
- Aho A. V., Ullman J. D.. Foundations of Computer Science with C, 1995.
- Aho A. V., Lam M. S., Sethi R., Ullman J. D. Compilers: Principles, Techniques, and Tools. 2nd ed., 2007.